# Charles Beauquier
Pour les articles homonymes, voir Beauquier.
Charles Beauquier, né le 19 décembre 1833 à Besançon (Doubs) où il est mort le 12 août 1916, est un homme politique et historien français.

## Biographie

### Enfance et études
Charles Beauquier naît à Besançon le 19 décembre 1833 d'un père dans la comptabilité des lycées. Après quelques déménagements durant son enfance, il étudie le droit à Paris. Il fait ses études à l'École impériale des chartes et en sort diplômé en 1857 en tant qu'archiviste-paléographe après avoir soutenu une thèse sur l’agriculture au temps des Francs.

### Premiers engagements
En 1858, il décide de devenir journaliste. En 1871, il est rédacteur en chef du Républicain de l'Est. Il est le fondateur de deux journaux : Le Doubs en 1868 et La Fraternité en 1875. Franc-maçon à partir de 1874, il est également membre de la Société des gens de lettres.

### Engagements politiques
Il est élu conseiller général de Besançon lors des cantonales de 1871, dans le contexte de poussée républicaine qui accompagne le projet de future Commune de Besançon. À partir de 1873, il est également conseiller municipal de Besançon. Député du Doubs (radical-socialiste) de 1880 à 1914, il est un farouche défenseur de la libre-pensée.
Membre de la Fédération Régionaliste Française, créée à l’initiative de Jean-Charles Brun, Beauquier dépose en 1902 une proposition de loi pour remplacer les départements par 22 à 25 régions.

### Engagements environnementaux
Il est l'un des fondateurs de la Société pour la protection des paysages et de l'esthétique de la France, dont il est le deuxième président de 1901 à 1915, succédant à Sully Prudhomme. À la suite du procès sur la source du Lison, il fait voter le 21 avril 1906 la « loi de protection des sites et monuments naturels de caractère artistique », dite loi Beauquier, première loi de protection de l'environnement - prémisse de la future loi de 1930. Il est également membre de la Ligue pour la protection des oiseaux dès sa création en 1912.

### Contributions à la musique et sa région natale
À trente-deux ans, il publie un ouvrage intitulé Philosophie de la musique, dans lequel il dresse un parallèle frappant entre la promotion de la musique instrumentale par rapport à la musique vocale, et la promotion du paysage en peinture, par rapport au portrait. "Bientôt les montagnes, les bois, les maisons, envahissent la toile, luttant d’importance avec les figures, puis un jour enfin tout cet appareil de fabriques qui semblaient indispensables au paysage disparaît, et la nature fait irruption dans le cadre, la nature pure, libre, indépendante des constructions humaines, la nature pour elle-même, avec ses rochers, ses prairies, ses forêts et ses vastes horizons. L’homme a disparu, ou s’il se montre encore, ce n’est qu’un accessoire, sans plus d’importance qu’un bœuf, un chien ou un cheval, et même, la plupart du temps, c’est une simple touche de couleur, un point blanc ou rouge, une note vive dont se sert le paysagiste pour relever la monotonie des tons verts."
Historien de la Franche-Comté, il est l'auteur de plusieurs ouvrages sur la musique et les traditions populaires franc-comtoises ainsi que de deux traités sur la libre-pensée, le Petit Catéchisme populaire du libre-penseur et le Petit Manuel des esprits forts.

### Engagements féministes
Dès 1886, il adhère à la Société pour l'amélioration du sort de la femme, puis assiste au Congrès des droits des femmes en 1889 et est convié à l'organisation du Congrès général des sociétés féministes de mai 1892.
En 1894, à la chambre des députés, il est le président du premier Groupe parlementaire pour le droit des femmes, puis entre 1898 et 1903, vice président de la Société pour l'amélioration du sort de la femme et la revendication de ses droits, puis membre d'honneur de l'Union fraternelle des femmes à partir de 1904, en assistant également à des réunions de la Ligue française des droits des femmes. En 1905, il propose une loi visant à supprimer l'incapacité légale de la femme mariée.
Lors de l'assemblée générale du Conseil national des femmes françaises en 1908, il prononce un discours en tant qu'invité d'honneur, et la même année, il est fait membre orateur du comité d'honneur du Congrès national des droits et du suffrage des femmes. L'année suivante, lorsque le Groupe français d'études féministes s'ouvre aux hommes, il est élu à son comité. En 1912, il propose une loi sur le régime de séparation des biens dans le mariage.
Apôtre de l'anticléricalisme, il est le fondateur de la Société pour la liberté des enterrements civils. Il s'est opposé aux votes des femmes dans un contexte où la majorité des députés socialistes et radicaux l'ont fait, par intérêt électoral puisque l'on considérait à l'époque que les femmes étaient sous influence religieuse et donc de droite.[réf. nécessaire]

### Vie privée et mort
En 1868, il épouse Justine Collette (1850-1937) à Paris, fille du peintre et graveur Alexandre Collette.
Il meurt le 12 août 1916 à Besançon.

### Postérité
Une place de Besançon porte son nom.

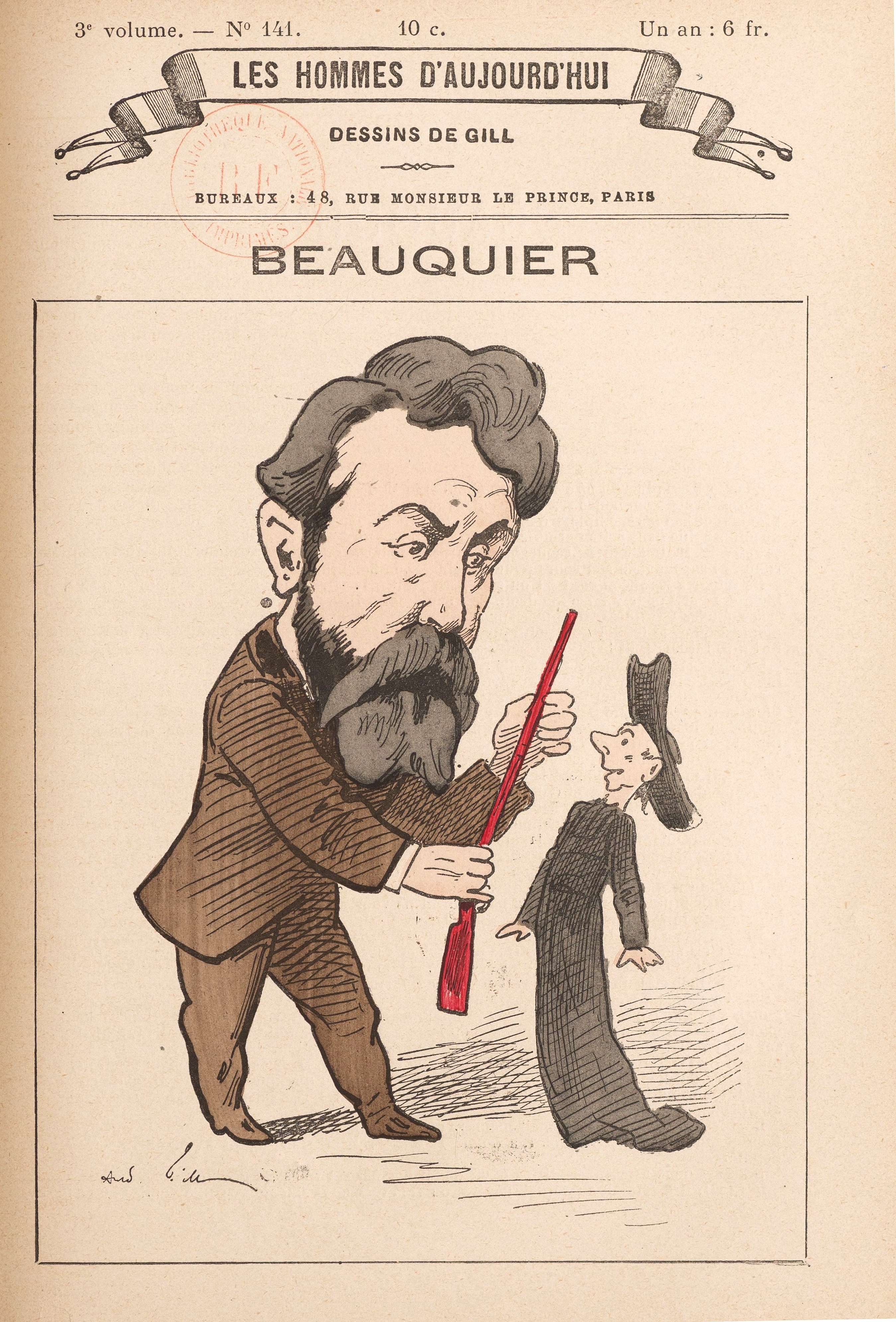
Charles Beauquier caricaturé par André Gill pour Les Hommes d'aujourd'hui (1881).

Un Espace lui est dédié depuis le 24 Octobre 2015 à la source du Lison à Nans sous Sainte Anne.

## Principales publications
- Philosophie de la musique, Éd. Germer Baillière, coll. «Bibliothèque de philosophie contemporaine», 1865
- Guerre de 1870-71. Les Dernières campagnes dans l'Est, 1873
- La Musique et le Drame, étude d'esthétique, 1877
- Vocabulaire étymologique des provincialismes usités dans le département du Doubs, 1881
- Les Musiciens franc-comtois, 1887 Texte en ligne
- Chansons populaires recueillies en Franche-Comté, 1894
- Blason populaire de Franche-Comté. Sobriquets, dictons, contes relatifs aux villages du Doubs, du Jura et de la Haute-Saône, 1897
- Traditions populaires. Les mois en Franche-Comté, 1900, réédité en octobre 2012 sous le titre Franche Comté : la tradition tout au long de l'année, Editions CPE.
- Petit Catéchisme populaire du libre-penseur, 1902 Texte en ligne
- Petit Manuel des esprits forts, 1906 Texte en ligne
- Faune et flore populaires de la Franche-Comté, 2 vol., 1910